# Tekerd vissza, haver!
A Tekerd vissza, haver! (eredeti cím: Be Kind Rewind) 2008-as amerikai filmvígjáték.

## Cselekmény
A történet egy amerikai külvárosban, Passaicban, New Jerseyben kezdődik. Itt él Mike és Jerry, a két jóbarát is. Mike egy videotékában dolgozik, míg barátja mikrohullámú sütőket javít. Egy nap a téka tulajdonosa, Mr. Fletcher elutazik és a boltot teljesen Mike-ra bízza. Eközben Jerry megpróbál szabotálni egy erőművet, mert állítása szerint elsorvasztja az agyát. Terve nem sikerül és teljesen mágnesessé válik. Így tér vissza barátja kölcsönzőjébe, ahol minden VHS kazetta letörlődik miatta. Egy idős néni mindenáron a Szellemirtók című filmet akarja kikölcsönözni, azonban az a film is megsemmisült. Ha nem kapja meg zárásig, értesíti Mike főnökét. Mike-nak hihetetlen vad ötlete támad: az üres kazettára leforgatja a filmet még egyszer. Az idős hölgy még úgyse látta sose az eredeti filmet, nem fog neki feltűnni, hogy csak egy silány másolatot néz. A betétdalokat meg egyszerűen csak felénekelik a kép mellé. A terv beválik, olyannyira, hogy újabb emberek jönnek filmeket kölcsönözni. Hogy az igényeket kielégítsék, újabb filmeket kezdenek forgatni: Csúcsformában 2, Az Oroszlánkirály… Csatlakozik hozzájuk a csinos Alma is, mint színésznő, rendező és forgalmazó egy személyben. Az új változatokat „svédelt” változatnak nevezik el. Hamarosan barátok, szomszédok sokasága is a „filmiparban” kezd dolgozni. Az üzlet azonban veszélybe kerül, amint visszatér Mr. Fletcher. Még ezt az akadályt is sikerül átvészelniük. Azonban megjelennek a szerzői jogvédők is, akik szemében Mike és Jerry filmkalóz. Olyan hatalmas bírságot kapnak, hogy az összes addigi bevételük rámegy. A filmjeiket pedig egy úthengerrel összezúzzák. Hogy a jövőben elkerüljék ezt, leforgatnak egy „igazi” filmet egy jazz énekesről. Ez már nem remake, hanem teljesen saját forgatókönyv. A készítésében az egész környék segít. Nem csak egy filmet alkotnak, hanem összehozzák az embereket is, és a filmkészítés igazi közösségi élmény és alkotás lesz.

## "Svédelt" filmek a filmben
- Szellemirtók
- Csúcsformában 2
- Az oroszlánkirály
- Robotzsaru
- Men in Black – Sötét zsaruk
- Miss Daisy sofőrje
- 2001: Űrodüsszeia
- King Kong

## Szereplők
| Szerep                                       | Színész              | Magyar hang         |
| -------------------------------------------- | -------------------- | ------------------- |
| Jerry Gerber                                 | Jack Black           | Kálloy Molnár Péter |
| Mike                                         | Mos Def              | Kálid Artúr         |
| Elroy Fletcher                               | Danny Glover         | Hollósi Frigyes     |
| Miss Falewicz                                | Mia Farrow           | Kovács Nóra         |
| Alma                                         | Melonie Diaz         | Bogdányi Titanilla  |
| Wilson                                       | Irv Gooch            | Faragó András       |
| Craig                                        | Chandler Parker      | Hamvas Dániel       |
| Manny                                        | Arjay Smith          | Pálmai Szabolcs     |
| Q, a benga                                   | Quinton Aaron        |                     |
| Randy                                        | Gio Perez            |                     |
| Andrea                                       | Basia Rosas          |                     |
| Carl                                         | Tomasz Soltys        |                     |
| Gyerek                                       | Marcus Carl Franklin |                     |
| Gyerek                                       | Blake Hightower      |                     |
| Gyerek                                       | Amir Ali Said        |                     |
| Jack                                         | David Slotkoff       | Csuha Lajos         |
| Patrick                                      | Frank Heins          |                     |
| Sherry, kölcsönző a videotékában             | Heather Lawless      | Major Melinda       |
| Gabrielle Bochenski                          | Karolina Wydra       |                     |
| Kölcsönző a videotékában                     | Harvey Hogan         |                     |
| Kölcsönző a videotékában                     | Ted McElwee          |                     |
| Kölcsönző a videotékában                     | Walter Helbig        |                     |
| Férfi a videotékában                         | Victor Dickerson     |                     |
| Férfi a videotékában                         | David M. Sheppard    |                     |
| Férfi a videotékában                         | Marc Alan Austen     |                     |
| Tévénéző fiatal férfi                        | Paul Barman          |                     |
| Tévénéző fiatal nő                           | Karen Spitzer        |                     |
| Doktor Benton                                | Allie Woods, Jr.     | Várday Zoltán       |
| McDuff testvér                               | McKinley Page        |                     |
| Simon, alkalmazott a fénymásoló üzletben     | Francisco Fabian     |                     |
| Alma húga                                    | Kishu Chand          | Molnár Ilona        |
| Miss Falewicz barátnője                      | Ann Longo            |                     |
| Miss Falewicz barátnője (Hájas Waller anyja) | Parrie Hodges        |                     |
| Ben, a passaic-i West Coast Video dolgozója  | Kid Creole           | Katona Zoltán       |
| A New York-i West Coast Video dolgozója      | Jon Glaser           |                     |
| Mr. Baker                                    | P.J. Byrne           | Magyar Bálint       |
| A városháza képviselője                      | Marceline Hugot      | Csampisz Ildikó     |
| A munkások vezetője                          | John Tormey          | Kajtár Róbert       |
| Gary rendőrtiszt                             | Frank Girardeau      |                     |
| Julian rendőrtiszt                           | Matt Walsh           |                     |
| Mr. Rooney                                   | Paul Dinello         | Maday Gábor         |
| Ms. Lawson                                   | Sigourney Weaver     | Menszátor Magdolna  |

## Kulturális hatás
Sokan megirigyelték a fiúk filmbeli sikerét, ezért rengetegen készítettek ilyen filmeket. Ehhez elég csak rákeresni a YouTube-on a „sweden” szóra.